# Phygadeuon laevigator
Phygadeuon laevigator är en stekelart som beskrevs av Johann Ludwig Christian Gravenhorst 1829. Phygadeuon laevigator ingår i släktet Phygadeuon och familjen brokparasitsteklar. Inga underarter finns listade i Catalogue of Life.